# Saclamantón
Saclamantón är en ort i Mexiko.   Den ligger i kommunen Chamula och delstaten Chiapas, i den sydöstra delen av landet, 700 km öster om huvudstaden Mexico City. Saclamantón ligger 2 448 meter över havet och antalet invånare är 1 348.
Terrängen runt Saclamantón är kuperad. Runt Saclamantón är det tätbefolkat, med 530 invånare per kvadratkilometer. Närmaste större samhälle är San Cristóbal de las Casas, 6,3 km söder om Saclamantón. Omgivningarna runt Saclamantón är en mosaik av jordbruksmark och naturlig växtlighet.